# Gorenji Podboršt pri Veliki Loki
Gorenji Podboršt pri Veliki Loki este o localitate din comuna Trebnje, Slovenia, cu o populație de 16 locuitori.